# Lansdowne Bridge
Die Lansdowne Bridge in Pakistan verbindet die in der Provinz Sindh gelegenen Städte Sukkur am nordwestlichen und Rohri am südöstlichen Ufer des Indus.
Sie wurde Ende der 1880er Jahre von den Briten im damaligen Britisch-Indien gebaut, um das letzte Teilstück der Eisenbahnstrecke Lahore – Karatschi der North Western State Railway zu schließen. Nach der rund 755 km Luftlinie flussaufwärts gelegenen Attock Bridge war sie die zweite Brücke über den Indus. Bis zur Eröffnung der Forth Bridge in Schottland im darauffolgenden Jahr war sie die größte Gerberträgerbrücke der Welt.
Sie wurde nach Lord Lansdowne, dem damaligen Vizekönig von Indien benannt.
Die Lansdowne Bridge verlor ihre Bedeutung, als 1962 unmittelbar neben ihr die Ayub Bridge mit ihrem großen Bogen den Eisenbahnverkehr und Anfang der 2000er Jahre der Sukkur Bypass unterhalb der Sukkur Barrage einen großen  Teil des Straßenverkehrs übernahm.

## Beschreibung
Der Indus wird durch die Hügel von Sukkur und Rohri in ein enges Bett gezwungen und außerdem durch die Bukkur-Insel in zwei Arme geteilt, so dass sich dieser Ort für die Überquerung des breiten Stromes durch zwei einzelne Brücken anbot.

### Lansdowne Bridge
Der als Rohri Pass bezeichnete südöstliche Arm hat einen Untergrund aus Sedimenten, auf denen zumindest damals keine Pfeiler gegründet werden konnten und musste deshalb mit einer Spanne überquert werden. Nach verschiedenen, als unbefriedigend zurückgewiesenen Entwürfen wurde schließlich der Entwurf einer eingleisigen Gerberträgerbrücke von Sir Alexander Meadows Rendel akzeptiert, deren Stahlteile von Westwood, Baillie in dem heutigen Londoner Stadtteil Poplar hergestellt, probeweise montiert und anschließend nach Indien verschifft und zur Baustelle transportiert wurden. Die Montage wurde unter der Leitung von F.E. Robertson and Hecquet durchgeführt.
Der Überbau fällt durch seine beiden 52 m (170 ft) über die Widerlager aufragenden Ausleger auf, deren wesentliche Elemente je zwei an Ladebäume von Schiffen erinnernden vertikalen und diagonalen Stützen sind. Die Ausleger ragen 94,5 m (310 ft) über den Strom, zwischen ihnen ist ein 61 m (200 ft) langer Fachwerkträger eingehängt. Die gesamte Konstruktion ist 366 m (1200 ft) lang.
Die Lansdowne Bridge wurde am 25. März 1889 durch Lord Reay, dem Gouverneur von Bombay als Vertreter des Vizekönigs feierlich eröffnet.
1910 und erneut 1939 wurde die Brücke verstärkt, um sie an die gestiegenen Verkehrslasten anzupassen. Seit der Eröffnung der Ayub Bridge 1962 diente sie dem Straßenverkehr. In den letzten Jahren scheint sie sich selbst überlassen zu werden.

### Sukkur Bridge
Der als Sukkur Pass bezeichnete nordwestliche Arm hat einen felsigen Untergrund, so dass dort der Bau der Sukkur Bridge mit zwei Strompfeilern möglich war. Der stählerne Überbau besteht aus zwei Fachwerkbögen und einem kürzeren Balkenträger mit Spannweiten von 85 m (278 ft), 72,5 m (238 ft) und 28,8 m (94 1/2 ft). Diese Brücke wurde schon 1885 fertiggestellt.